# ペナルティ (モータースポーツ)
この項では、モータースポーツにおける各種のペナルティについて解説する。

## 概要
モータースポーツではレース中のマシン同士の接触や、ドライバーによる様々な妨害行為、ドライバーがスタート時にフライングする、またマシンが当該レースの車両規則に違反していることが車検で発覚するなど、様々な状況でドライバーやチームを罰しなければならないケースが生じる。その類型は様々なものがあり、中にはモータースポーツ独特のものが少なくないため、本項で解説する。

## 主なペナルティ

### 類型
国際自動車連盟（FIA）が定める、四輪モータースポーツの国際的な規則である『FIA International Sporing Code』の中では、ペナルティの類型として「譴責」「罰金」「タイムペナルティ」「失格」「出場停止」「ライセンス剥奪」の6種類が挙げられている。
またレースシリーズによっては当該シリーズのレギュレーションでそれ以外のペナルティを定めている場合がある。

### 一覧
以下は主にF1やSUPER GTでよく見られるペナルティを挙げる。
罰金
その名の通り、当該ドライバー・チーム（エントラント）から罰金を徴収するもの。罰金の額は当該レースの審査委員会が決定するが、レギュレーション等で特に定めのない場合、罰金の最高額は50,000ドル。また罰金は原則として通知があってから48時間以内に支払う必要があり、支払いが遅延した場合は支払いが行われるまでの間一時的に出場停止状態となる。
失格
レースから当該ドライバー・マシンを除外するもの。
実際には、当該レースの最中にドライバー（マシン）に対し黒旗を提示して失格の旨知らせる場合と、レース終了後の公式結果から当該ドライバー・マシンを除外するものの2類型がある。
ピットストップペナルティ
レース中に当該ドライバー・マシンに強制的にピットで一定時間停止を命ずるもの。ペナルティ消化にあたっては、ピット内に設けられた専用のペナルティスポットに停止する（本来のピットでの作業は認められず、作業のためには一度ピットアウトして再度ピットインしなければならない）タイプと、通常のピットで停止する（ペナルティ消化後はそのままピット作業が可能）タイプの2パターンがある。
ただし、レース終盤でピットストップを命じるだけの周回数の余裕がない場合はこのペナルティは使われず、代わりに後述するタイム加算ペナルティで罰せられる。
ドライブスルーペナルティ（ピットスルーペナルティ）
レース中に当該ドライバー・マシンに対しピットレーン通過を命じるもの。ピットレーンでは通常ピットクルーの安全確保のため速度制限が設けられており、マシンは大きく速度を落とさねばならないことから、通常のコースをレーシングスピードで通過する他の車両に対してタイムロスが発生する。ただし、ピットストップペナルティに比べるとタイムロスは少なくて済むため、ピット作業違反など比較的軽度なペナルティに対して課す場合が多い。
ロングラップペナルティ
motoGPで2019年から導入されたペナルティ。コース内の特定のコーナーのアウト側に設置された「ロングラップペナルティゾーン」を通過する。
以前はピットスルーが使われていたが、競技時間が約45分のmotoGPではこのペナルティを受ける=最下位がほぼ確定するレベルで重いペナルティとなっていたため、代わりに導入された。
1回命じられる場合はトラックリミットの5回超過(最終周の場合直接1ポジションダウン)、2回(ダブル)の場合は前戦の決勝で過失により相手を転倒させる。今戦でのフリー走行、予選時に不必要なスロー走行や蛇行走行などの危険走行を行う。決勝でジャンプスタートを犯す。などが対象となっている。
スローダウンペナルティ
ゲームソフト「グランツーリスモシリーズ」で執行される処罰。壁及び車両接触・四輪脱輪・ホワイトラインカットなどに対し、0.5秒単位でペナルティタイムが課せられ、各コース上に設けられた「ペナルティ消化ライン」に到達すると強制的に減速が始まり、ペナルティタイムが消化されるまでアクセルがバックオフされるため再加速もできない。但しファイナルラップで既にペナルティ消化ラインを通過した後に宣告された場合はタイム加算ペナルティで罰せられる。
ポジションダウン
後の選手に順位を明け渡す。コース外走行でのオーバーテイクや、相手を明らかに押し出してのオーバーテイク等、正式にオーバーテイクとして認められない走行に対して、オーバーテイクを無効にするという意味で出される。
タイム加算
レース終了時のタイムに対し一定時間のペナルティを加算するもの。通常はレース終盤で違反行為が発覚し、ピットストップ・ドライブスルーペナルティを課すのが間に合わない場合に適用される。
世界ラリー選手権（WRC）では、スーパーラリー（ラリー2）規定により競技に復帰したドライバー・マシンに対するペナルティとして使われる。
グリッド降格
予選結果により決まったグリッドに対し、違反行為の内容に応じて本来のグリッドよりも後ろのグリッドにドライバー・マシンを降格させるもの。主に予選中の違反行為に対するペナルティや、レギュレーションで定められたコンポーネント（主にエンジン・トランスミッション等）の連続使用期間内でのコンポーネント交換などに対して行われる。
予選タイム抹消
予選中にペナルティ対象となる行為があった場合、予選で出したタイムのうち最速のものから数周分のタイムを抹消するもの。抹消によって予選順位を決定するためのタイムが悪化するため、グリッド降格によく似た影響を受ける。
特に予選の全タイムを抹消された場合は、通常は予選不通過扱いとなるため、決勝レースに出走するためには嘆願書の提出・決勝出走に関する他チームの同意を得る作業などが必要になり、非常に面倒なことになる。
ポイント抹消
レース結果そのものは有効とするものの、結果に対して与えられるシリーズポイントを抹消するもの。
実際には、ドライバーには責がないがチーム側に責がある場合の「コンストラクターズポイント抹消」、逆にチームには責はないがドライバーには責がある場合の「ドライバーズポイント抹消」の2種類がある。また抹消範囲も、特定レースのみを対象とする場合と、あるシーズンの全ポイントを対象とする場合がある。
出場停止
違反行為の中でも特に悪質な行為で、失格やポイント抹消では足りないと判断される場合に、一定期間レースへの出場を停止するもの。
ライセンス剥奪
ペナルティの中でも最も重い罰則で、当該ドライバー・チームのモータースポーツライセンスを剥奪してしまうもの。対象者はレース出場に必要な資格そのものを失ってしまうため、ライセンスを再取得するまで当該レースへの参戦が不可能になる。

## 抗議と控訴
一般的にこれらのペナルティの有無は当該レースの審判長が決定するが、その判断にチーム・ドライバーが不服がある場合が当然のごとく生じる。そのため、通常のレースでは暫定結果の発表後30分間の間、レース結果に対してチーム（エントラント）側が抗議を行うことが認められている。なお抗議の際にはレギュレーションで定められた保証金を支払う必要がある。保証金は抗議が認められた場合は返還されるが、却下された場合は没収される（部分的に抗議が認められた場合には何割か減額されて返還されることもある）。暫定結果に対し抗議が提出された場合、当該レースの審査委員会が抗議に対して審査を行い、抗議が認められれば一度課されたペナルティが撤回されたり、逆に新たなペナルティが課される場合もある。
さらに抗議に対する審査委員会の判断に不服な場合、当該チーム（エントラント）はさらに当該レースを統括する各国のモータースポーツ統括団体（ASN）の控訴委員会（court of appeal）に控訴を行うことができる。日本のレースの場合は通常日本自動車連盟（JAF）に控訴することになるが、F1などFIA直轄のシリーズの場合はFIAに直接控訴する。
控訴を行う場合は、審査委員会の判断に関する通知を受けてから1時間以内に控訴の意思があることを委員会に書面で伝えたうえで、2日間以内に控訴委員会に書面で控訴を提出する必要がある。控訴委員会は控訴を受けた場合、原則として30日以内に審議を行い結果を通知しなければならない。
なおレース後の表彰式については、レース興行のスケジュール進行との兼ね合いもあり、正式結果の確定を待たず、暫定結果の順位に従って行われることが多い。このため表彰式で表彰された選手・チームが正式結果では失格あるいは降格となることもある。